# Brasilicereus phaeacanthus
Brasilicereus phaeacanthus ist eine Pflanzenart aus der Gattung Brasilicereus in der Familie der Kakteengewächse (Cactaceae). Das Artepitheton phaeacanthus leitet sich von den griechischen Worten phaios für ‚grau‘ sowie akanthos für ‚Dorn‘ ab und verweist auf die Bedornung der Art.

## Beschreibung
Brasilicereus phaeacanthus wächst mit meist von der Basis verzweigenden, mehr oder weniger aufrechten, manchmal auch anlehnend-kletternden Trieben, die einen Durchmesser von 4 bis 9 Zentimetern aufweisen und eine Wuchshöhe von bis 4 Metern erreichen. Es sind 8 bis 13 niedrige, schmale Rippen vorhanden. Die Areolen sind mit weißlicher Wolle bedeckt. Die 1 bis 3 gelblich braunen Mitteldornen sind bis 3 Zentimeter lang. Die 10 bis 12 gelblichen Randdornen werden zwischen 10 und 15 Millimeter lang.
Die weißlich grünen bis grünlichen Blüten werden bis 6,5 Zentimeter lang und weisen Durchmesser von 6 Zentimeter auf. Ihre Blütenröhre ist leicht aufwärts gebogen. Die etwas gehöckerten Früchte erreichen Durchmesser bis 1,5 Zentimeter.

## Systematik, Verbreitung und Gefährdung
Brasilicereus phaeacanthus ist im brasilianischen Bundesstaat Bahia verbreitet.
Die Erstbeschreibung als Cereus phaeacanthus erfolgte 1908 durch Max Gürke. Curt Backeberg stellte die Art 1942 in die Gattung Brasilicereus.
In der Roten Liste gefährdeter Arten der IUCN wird die Art als „Endangered (EN)“, d. h. als stark gefährdet geführt.

## Nachweise